# Pfarrhaus (Leutershausen)

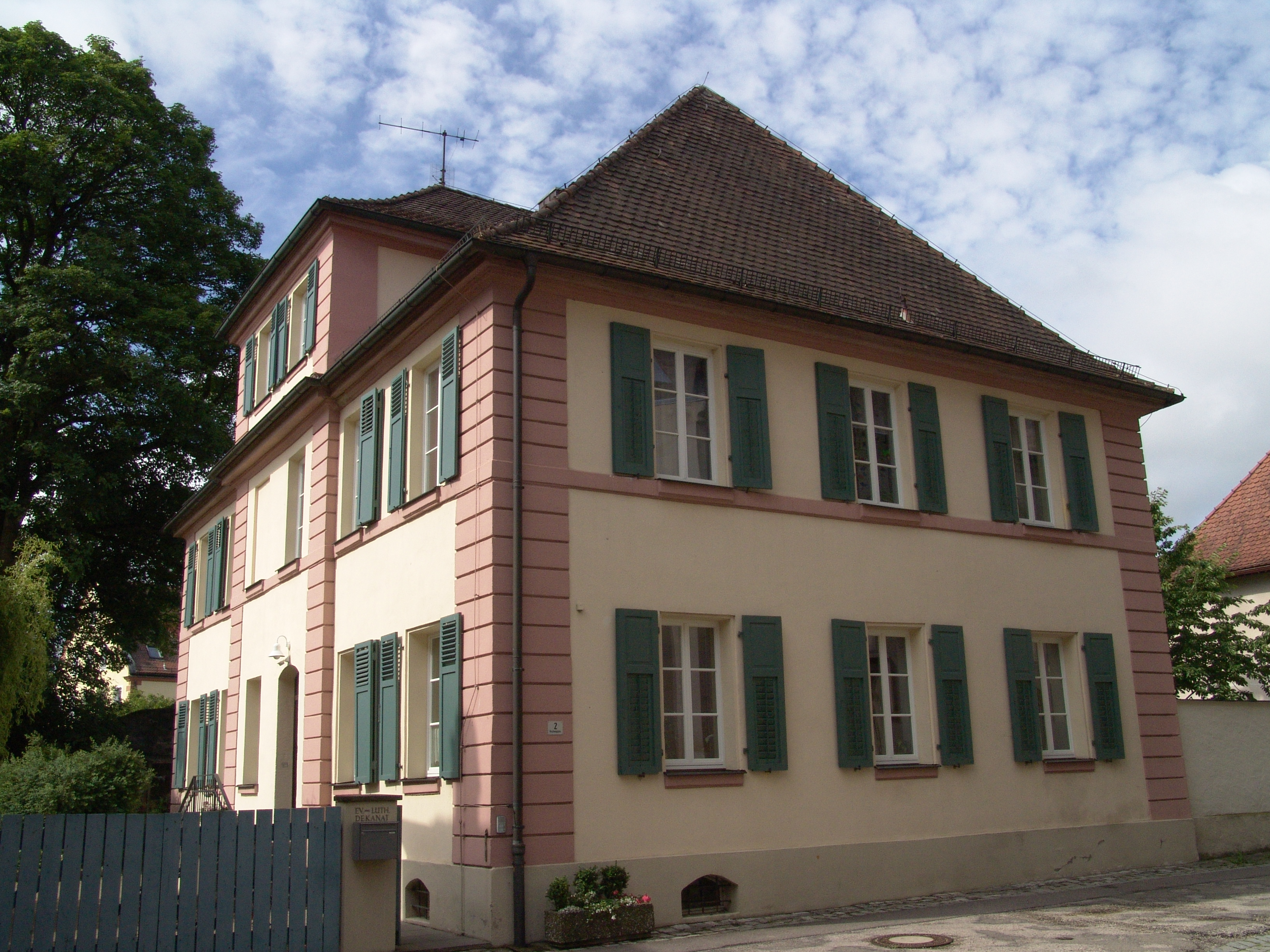
Pfarrhaus in Leutershausen

Das Pfarrhauses in Leutershausen, einer Stadt im mittelfränkischen Landkreis Ansbach in Bayern, wurde von 1740 bis 1742 errichtet. Das Pfarrhaus am Kirchenplatz 2, das auch als Sitz des Dekanats dient, ist ein geschütztes Baudenkmal.
Der zweigeschossige Walmdachbau mit kaum sichtbarem Mittelrisalit, der mit einem Zwerchhaus abschließt, das ebenfalls mit einem Walmdach bedeckt ist, besitzt rustizierte Ecklisenen.